# Zivilisationskrankheit
Zivilisationskrankheiten (auch Wohlstandskrankheit, engl. lifestyle disease, im anthropologischen Bereich Fehlanpassungserkrankung) sind Krankheiten, die „durch die mit der Zivilisation verbundene Lebensweise hervorgerufen“ werden. Es ist, ebenso wie „Volkskrankheiten“ ein umgangssprachlicher und kein medizinischer Begriff.

Der Begriff entstand im ausgehenden 19. Jahrhundert und wurde vom New Yorker Neurologen George M. Beard für die Neurasthenie verwendet. Heute werden damit meist Krankheiten oder krankheitsähnliche Zustände bezeichnet, die in den Ländern des globalen Nordens (ehemals Industriestaaten) deutlich häufiger sind als im globalen Süden (Entwicklungsländer), weil das Erkrankungsrisiko mutmaßlich stark mit den Lebensgewohnheiten und -verhältnissen in wohlhabenden („zivilisierten“) Gesellschaften zusammenhängt. Seit Mitte des 20. Jahrhunderts haben sich die Verhältnisse verändert, so dass heute in fast allen Ländern Zivilisationskrankheiten auftreten und häufige Todesursachen sind.

## Hintergrund
Verbesserte Hygiene, medizinischer Fortschritt in der Vorbeugung (z. B. Impfungen) und der Therapie von Erkrankungen (z. B. Antibiotika) sowie eine gute Nahrungsversorgung gelten als wesentliche Errungenschaften der Zivilisation. Diese Faktoren haben dazu geführt, dass zahlreiche Krankheiten, die in vorindustrieller Zeit häufig waren, heute viel seltener sind und seltener zum Tode führen. Entsprechend nahm relativ die Häufigkeit von anderen Krankheiten zu, die man in vorindustrieller Zeit kaum kannte. Während in den Ländern mit dem niedrigsten Einkommen (29 Länder im Jahr 2020) noch Infektionen die Haupttodesursachen sind, sind die weltweit häufigsten Todesursachen heute Herzinfarkt, Schlaganfall und COPD.
Da nicht die Zivilisation als solche, also nicht die Errichtung einer bürgerlichen Ordnung, technischer und medizinischer Fortschritt gesundheitsgefährdend sind, sondern manche, in industrialisierten Ländern verbreitete Lebensstile, Verhaltensweisen und Umweltfaktoren, ist der Begriff Zivilisationskrankheit von der Definition des Begriffs „Zivilisation“ abhängig.

## Typische Zivilisationskrankheiten
Vielen Erkrankungen wird ein Zusammenhang mit den in Industrieländern vorherrschenden Bedingungen nachgesagt, ohne dass dies im Einzelfall wissenschaftlich bewiesen ist. Zu den Zivilisationskrankheiten werden viele Verdauungs- und Stoffwechselstörungen, Erkältungskrankheiten, Karies, Neurosen und Kreislaufstörungen gerechnet, aber im Einzelnen besteht darüber keine Einigkeit. Folgende Krankheiten werden häufig genannt:
- Karies
- Herz- und Gefäßkrankheiten, ursächlich sind oft mit dem Lebensstil in Verbindung gebrachte Stoffwechselstörungen und andere Krankheiten, die als metabolisches Syndrom zusammengefaßt werden[6]
- Diabetes mellitus Typ 2
- Bluthochdruck
- Übergewicht und Adipositas
- Gicht
- Arthrose/ Arthritis (bedingt durch ernährungsbedingte Stoffwechselstörungen, Bewegungsmangel oder Übergewicht)[7][8][9]
- manche Allergien
- bestimmte Krebserkrankungen (z. B. Lungenkrebs, Darmkrebs)
- bestimmte Hauterkrankungen (z. B. Neurodermitis, Akne)
- Kurzsichtigkeit
- bestimmte psychiatrische Erkrankungen wie Depressionen, Angsterkrankungen und Essstörungen (Anorexia nervosa, Bulimia nervosa)[10]

Durch die steigende Lebenserwartung treten die sich meist nur allmählich entwickelnden Zivilisationskrankheiten gegenüber akuten Erkrankungen in den Vordergrund, die heute medizinisch gut behandelbar und seltener todesursächlich sind. 

## Ursachen

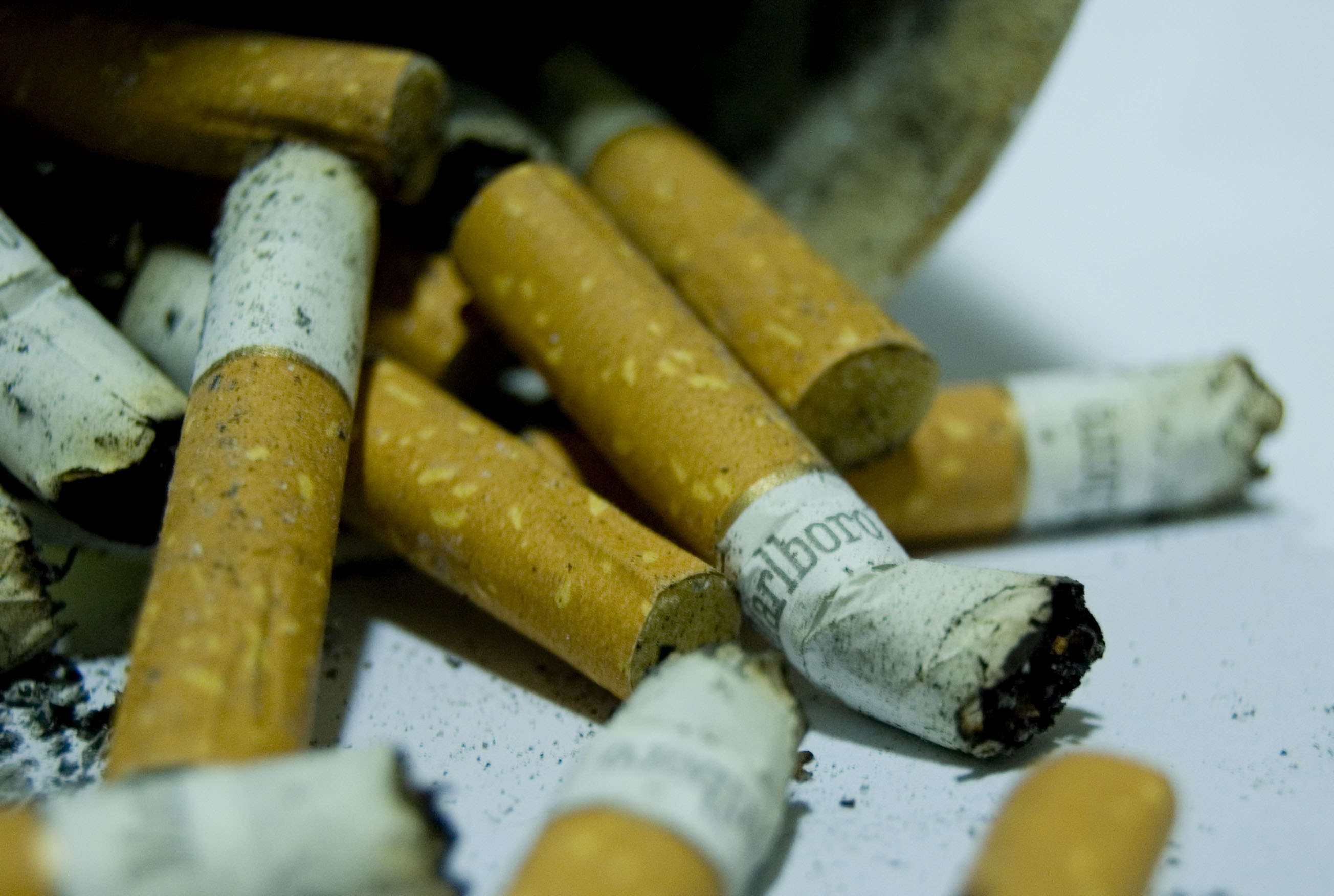
Hauptursache der häufigsten Krebsart (Bronchialkarzinom) ist inhalatives Tabakrauchen

Über die Ursachen herrscht ebenso wenig Einigkeit wie über die Zivilisationskrankheiten selbst. Wahrscheinlich sind nicht einzelne Faktoren ursächlich, sondern ein Zusammenspiel aus genetischer Veranlagung, Lebensstil und Umwelt. 
Die meisten der weitgehend akzeptierten Risikofaktoren sind mit Ernährung und Lebensstil in Verbindung zu bringen:
- Fehl- und Überernährung, insbesondere gesteigerter Konsum von
  - Einfachzuckern (siehe auch zahnmedizinische Prophylaxe) und
  - hochverarbeiteten Lebensmitteln
- Bewegungsmangel
- mangelnder Kontakt mit Tageslicht und Umweltreizen (Kälte, Wärme; Trockenheit, Feuchtigkeit; Naturstoffe pflanzlicher und tierischer Herkunft sowie Mikroorganismen, die u. a. in der Atemluft enthalten sind)
- Suchtmittel- und Drogenkonsum (z. B. Tabakrauch, Alkohol, Beruhigungsmittel)
- übermäßige Hygiene (siehe Hygienehypothese der Allergieentstehung)
- mediale Reizüberflutung

Weitere Risikofaktoren sind nur teilweise dem Einfluß persönlicher Entscheidungen unterworfen, da sie sich aus den vom Betroffenen kaum steuerbaren Umwelteinflüssen (städtischer Umgebungen) sowie dem sozialen Umfeld und dem Arbeitplatz ergeben:
- Umweltgifte, niedrige Atemluftqualität
- Lärmbelastung
- soziale Faktoren und Normen (z. B. Leistungsdruck, Stress, Arbeitslosigkeit, Vereinsamung)

Diese Risikofaktoren können das gehäufte Auftreten bestimmter Krankheiten in den Industrieländern nur zum Teil erklären, denn riskantes Verhalten (z. B. Nikotin- und Alkoholkonsum) und Umweltbelastung treten auch in Ländern mit geringer Industrialisierung auf. Ein anderer Grund könnte sein, dass durch die schlechtere medizinische Versorgung in armen Ländern bestimmte Erkrankungen dort kaum diagnostiziert werden und so in den Statistiken fehlen.
Bei Naturvölker ist die Umstellung auf einen westlichen Lebensstil oft von einer deutlichen Veränderungen der Ernährungweise begleitet und zuvor unbekannte Zivilisations- und Stoffwechselkrankheiten treten vermehrt auf.

### Fehl- und Überernährung
In den letzten 100 bis 200 Jahren fand eine Umstellung der Ernährungsweise der meisten Bevölkerungsgruppen weltweit statt, die mit verschiedenen Zivilisationskrankheiten in Verbindung gebracht wird. 
Da die Auswirkungen der Ernährung auf den Stoffwechsel komplex sind, besteht keine Einigkeit darüber, welche Zusammenhänge zwischen Ernährungsweise und Stoffwechselstörungen sowie ihren vielfältigen Folgeerscheinungen im Detail bestehen.
Moderne und traditionelle Ernährung im Vergleich:
- starke Erhöhung der Aufnahme rasch verdaulicher, ballaststoffarmer Kohlenhydrate (Weißmehl, Einfachzucker); der Zuckerverzehr steigt seit 1950 um mehr als das Zehnfache
- Verdopplung des Konsums von tierischem Fett und Protein seit 1900
- die Qualität der in Lebensmitteln enthaltenen Fette und Kohlenhydrate sinkt, u. a. durch die industrialisierte landwirtschaftliche Produktion; bei der Weiterverarbeitung (Raffinierung) gehen Mikronährstoffe und Ballaststoffe verloren, Inhaltsstoffe werden denaturalisiert
- die in der Menschheitsgeschichte üblichen Hungerzeiten (mehrere Stunden oder Tage ohne Nahrungsaufnahme), auf die der menschliche Stoffwechsel ausgelegt ist, treten in Industrieländern nicht mehr auf

Zu den typischen ernährungsbedingten Zivilisationserkrankungen gehören Karies, Übergewicht (Adipositas), Typ 2 Diabetes mellitus, Fettstoffwechselstörungen, erhöhte Harnsäure (Gicht), Bluthochdruck, koronare Herzkrankheit (Herzinfarkt), Schlaf-Apnoe-Syndrom und andere Lungenkrankheiten, Erkrankungen des Bewegungsapparats, Verdauungsstörungen, Gallensteine, Fettleber, Demenz (Morbus Alzheimer), Schlaganfall, Herzinsuffizienz (Herzschwäche), Dickdarmkrebs, Brustkrebs und andere Krebserkrankungen.